# Les Mesneux
Les Mesneux ist eine französische Gemeinde mit 963 Einwohnern (Stand: 1. Januar 2022) im Département Marne in der Region Grand Est (vor 2016: Champagne-Ardenne). Sie gehört zum Arrondissement Reims und zum Kanton Fismes-Montagne de Reims. Die Einwohner werden Mesneusiens genannt.

## Geographie
Les Mesneux liegt etwa sieben Kilometer südwestlich von Reims. Umgeben wird Les Mesneux von den Nachbargemeinden Ormes im Norden, Tinqueux im Nordosten, Bezannes im Osten, Sacy im Süden, Ville-Dommange im Südwesten, Jouy-lès-Reims im Westen und Südwesten sowie Pargny-lès-Reims im Westen.

## Bevölkerungsentwicklung
| Jahr                       | 1962 | 1968 | 1975 | 1982 | 1990 | 1999 | 2006 | 2018 |
| Einwohner                  | 281  | 323  | 371  | 667  | 756  | 865  | 858  | 870  |
| Quellen: Cassini und INSEE |      |      |      |      |      |      |      |      |

## Sehenswürdigkeiten
- Romanische Kirche Saint-Remi aus dem 11. Jahrhundert

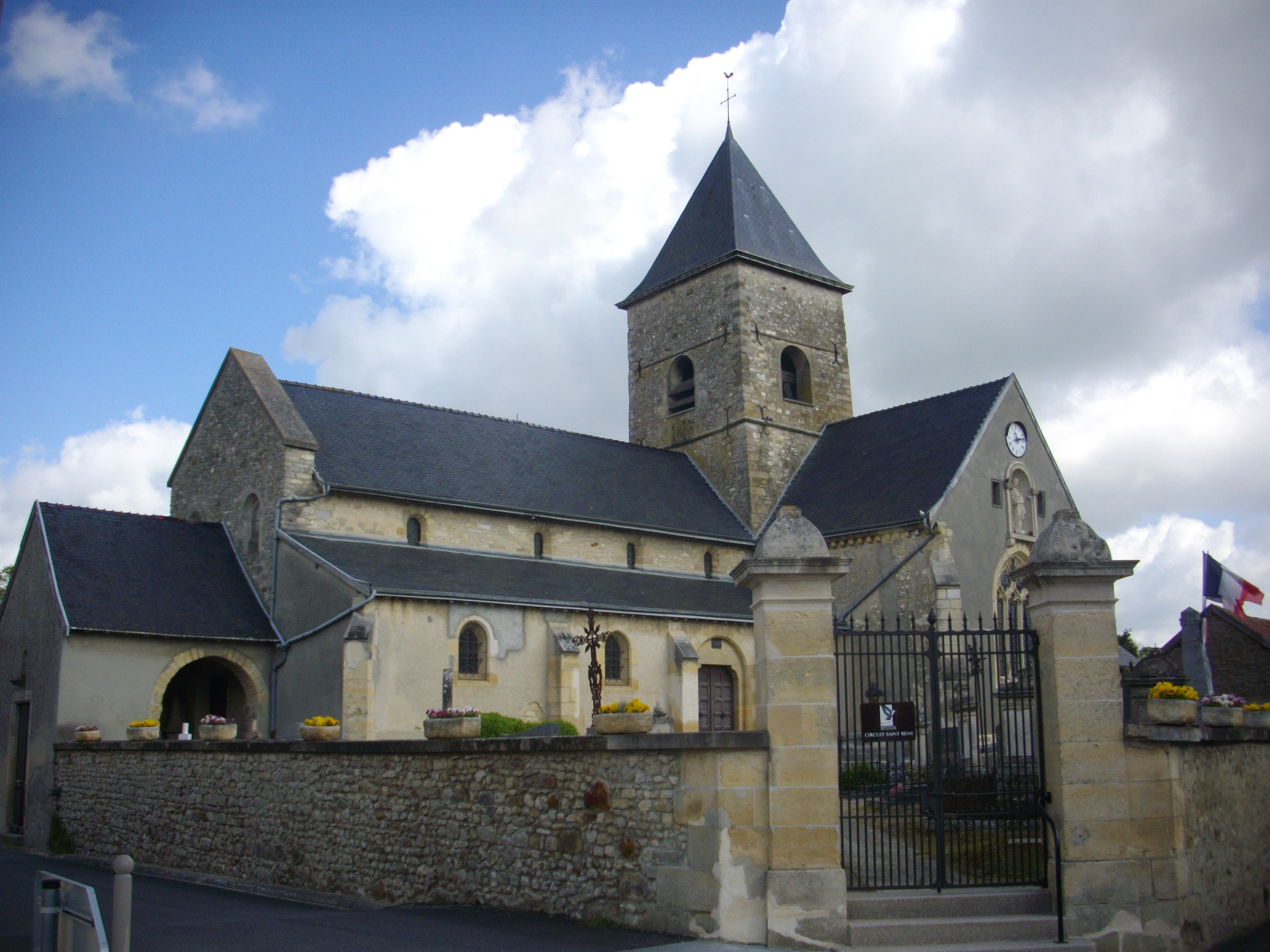
Kirche Saint-Remi